# Jost de Laval

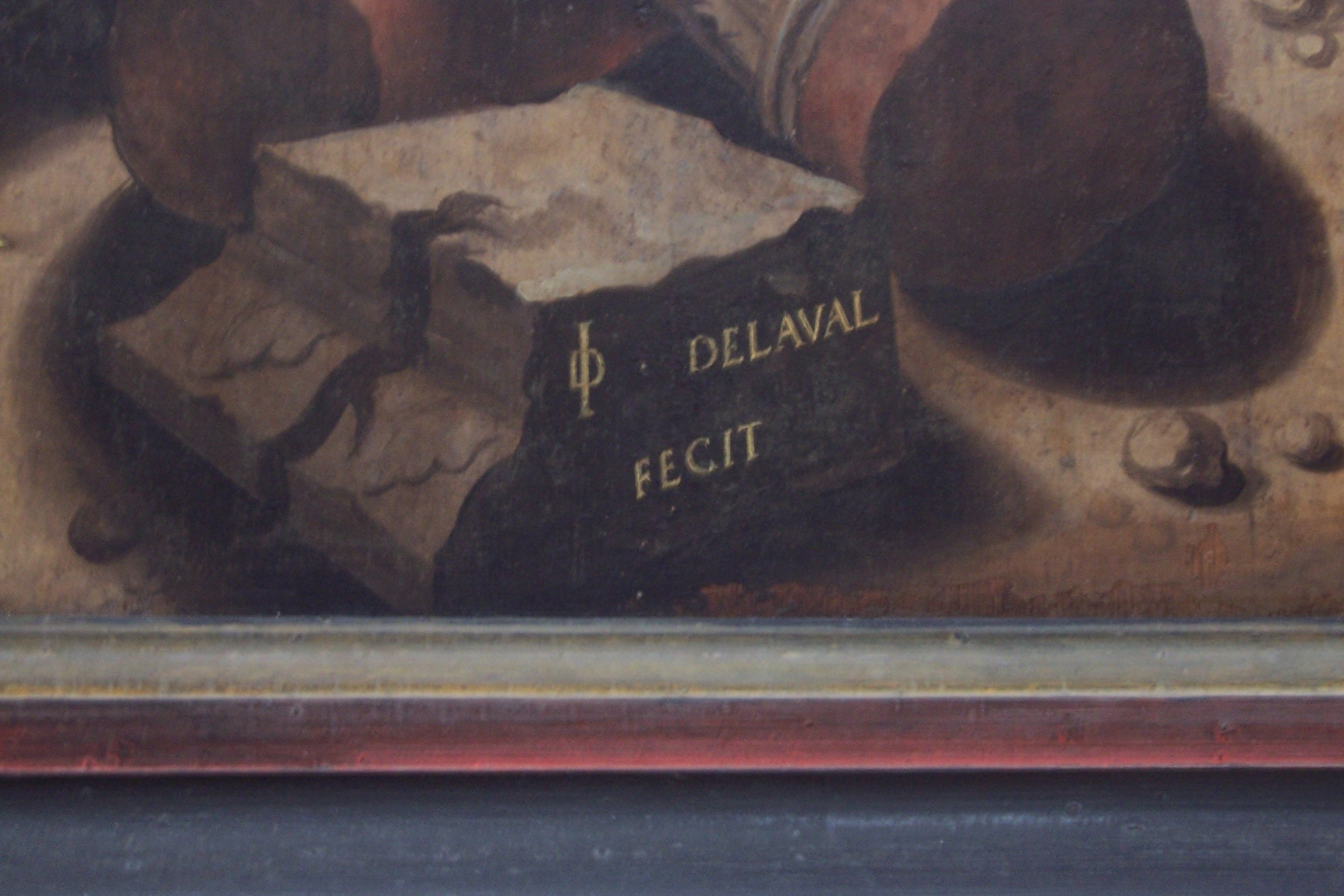
Delavals Signatur auf der Anbetung der Hirten in St. Katharinen zu Lübeck

Jost de Laval (* wohl in Flandern; † vor dem 10. Mai 1578 in Lübeck; manchmal auch Delaval oder de la Val bezeichnet) war ein vermutlich flämischer Tafelmaler, der hauptsächlich in Lübeck tätig war.

## Leben
De Laval ist, weil er sauber signierte und datierte, für das Jahr 1551 in Brügge mit vier Misericordiabildern in der St.-Salvator-Kathedrale nachgewiesen. Ab 1556 und bis 1578 ist er in Lübeck als Freimeister nachweisbar. Am 10. Mai 1578 ist sein Begräbnis auf dem Kirchhof des Doms bezeugt.
Er soll ein in Lübeck „mit Aufträgen überhäuften Modemaler“ der zweiten Hälfte des 16. Jahrhunderts gewesen sein, von dessen Werken „noch etwa dreißig nachweisbar“ seien. Bereits um 1820 hatte der Prediger Heinrich Christian Zietz ihn folgendermaßen charakterisiert und eingeordnet:

„Er gehört nicht zu den berühmten Meistern, wohl aber zu den fleißigen. Seine Farben sind nicht lebhaft, seine Zeichnungen nicht durchaus richtig und seine Kompositionen voller Zeitverwechslungen. Jedoch mögen die Gemälde in Grau, welche in der Katharinen-Kirche aufgestellt sind, zu seinen besseren gehören.“

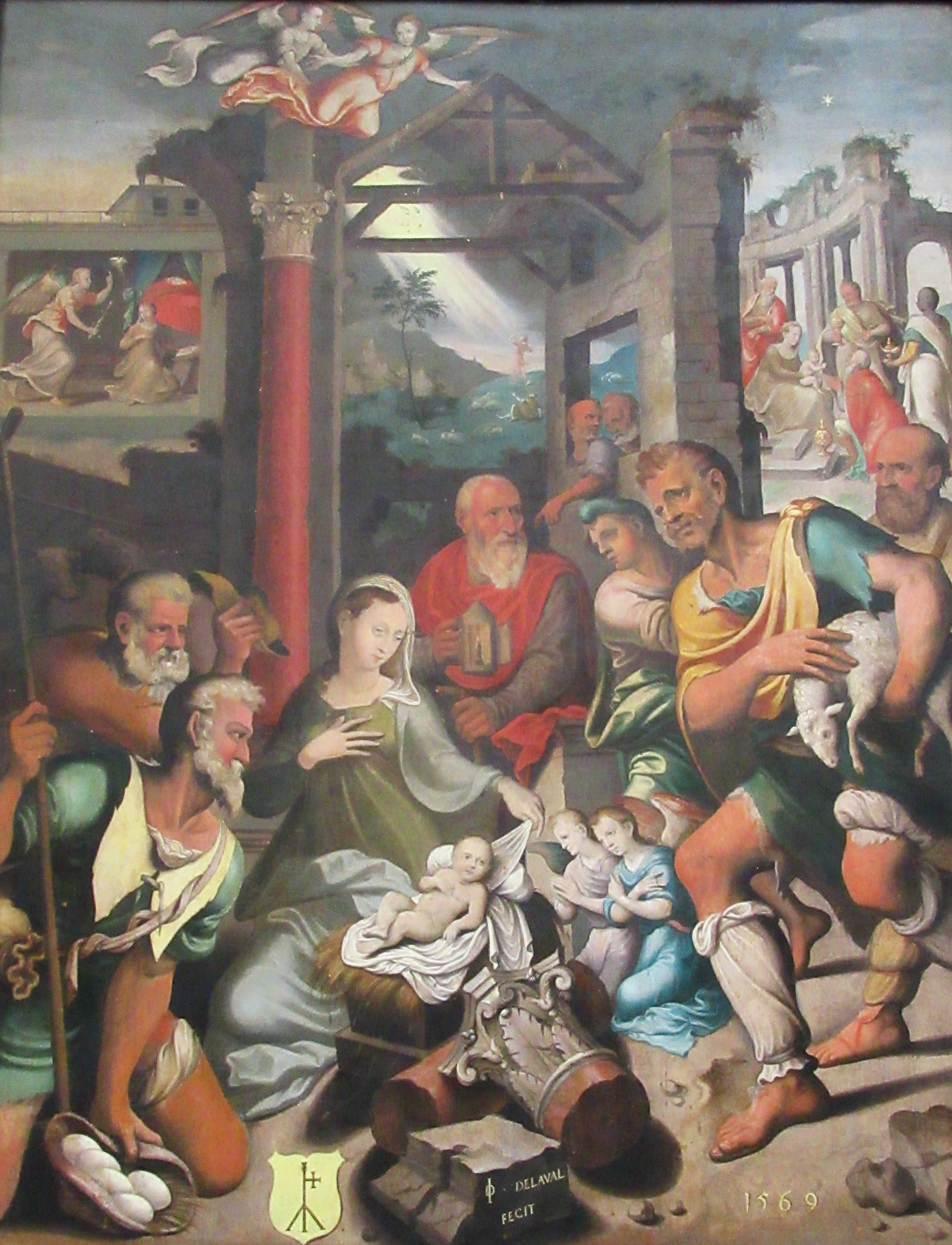
Anbetung der Hirten

Ein Großteil seiner Bilder befand sich in der Lübecker Marienkirche sowie in der Petrikirche als Bestandteil hölzerner Epitaphien und wurde so nach dem Luftangriff auf Lübeck am 29. März 1942 ein Raub der Flammen. Als eines seiner besten Werke galt das 1942 zerstörte Erinnerungsbild für Hermann Meyer aus dem Jahr 1575 in der Petrikirche. Sein ebenfalls zerstörtes Epitaph für den Kaufmann Walter Holsten (1578) in der Marienkirche gilt als das früheste Beispiel einer Lübecker Sonderform des Renaissance-Epitaphs.
Werke Lavals befanden sich früher auch in der Hamburger Nikolaikirche, in der Kieler Nikolaikirche, in der Kirche von Petersdorf auf Fehmarn sowie in Dänemark.
In der im Krieg unzerstört gebliebenen Katharinenkirche findet sich aus einer Reihe von insgesamt sieben Tafelbildern, die früher im Mittelschiff an den acht östlichen Pfeilern hingen (mit Ausnahme des Kanzelpfeilers), noch seine Anbetung der Hirten (1569).
Im Ratzeburger Dom schuf er das dreiflügelige Epitaph des Domherrn Laurentius Meiger (1567) mit der für ihn charakteristischen Grisaille-Malerei auf den Außenflügeln.

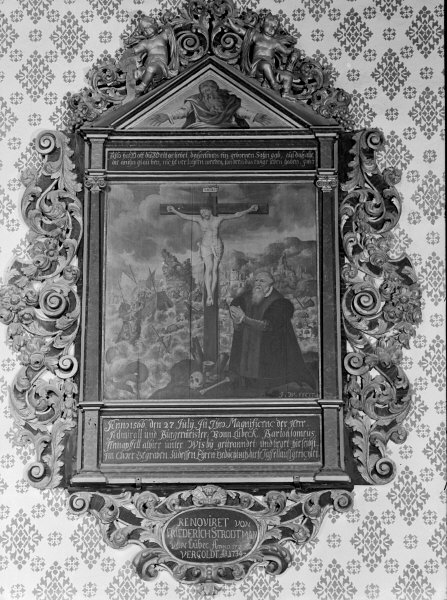
Epitaph für Bartholomeus Tinnappel

Im Dom zu Visby hängt ein von ihm 1575 gemaltes Epitaph zur Erinnerung an den 1566 vor Gotland ertrunkenen Lübecker Bürgermeister und Admiral Bartholomeus Tinnappel. Es trägt eine deutsche Inschrift:

„Anno 1566, den 27. July, ist Iro Magnificenc der Herr Admirall und Bürgermeister von Lübeck Bartholomeus Tinnapfel allhier unter Wisby gestranndet und lieget hieselbst im Chor begraben.“

Francis Beckett, ehemaliger Lehrer an der Universität in Kopenhagen, beschäftigte sich 1932 mit der Frage, ob der in Lübeck tätige Maler Jost Delaval eventuell mit dem ebenfalls in dieser Zeit tätigen Jost Verheiden identisch sein könnte.